# Palladius Kafarov
Palladius (Palladij), narozený jako Pjotr Ivanovič Kafarov, předreformním pravopisem: Петръ Ивановичъ Кафаровъ, moderním: Пётр Иванович Кафаров, (29. září 1817 Starošešminsk – 18. prosince 1878 Marseille) byl pravoslavný mnich a ruský sinolog.
Mnoho let působil v Pekingu, kam vedl i dvě pravoslavné misie. Nejvýznamnější dílo je posmrtně vydaný čínsko-ruský slovník (1888) a jím vytvořený systém převodu čínských znaků do cyrilice (Palladiův systém). Publikoval také o buddhismu, v roce 1866 vydal překlad parafráze Tajné kroniky Mongolů.

## Životopis
Kafarov se narodil v rodině pravoslavného kněze, protojereje Ivana Grigorjeviče ve vesnici Starošešminsk blízko tatarského města Čistopol. Studoval v semináři v Kazani a od roku 1837 na Petrohradské duchovní akademii, zde v roce 1839 podstoupil postřižiny a přijal řeholní jméno Palladius. V roce 1840 se stal jako jerodiákon členem dvanácté pravoslavné misie do Pekingu pod vedením archimandrity Polikarpa Tugarinova. Členové mise před vysláním získali základy čínštiny pod vedením Jakinta (Hyacintha) Bičurina. V Číně zůstal sedm let a studoval zde jazyk a literaturu a buddhismus.
V roce 1847 se vrátil do Petrohradu, aby na doporučení Tugarinova připravoval následující třináctou misii. Za služby během proběhlé misie byl oceněn mimo jiné Řádem sv. Anny třetí třídy. Postoupil také v duchovní hierarchii, roku 1848 byl vysvěcen a stal se jeromonachem a záhy poté téhož roku archimandritou. Pod jeho vedením proběhla následující misie v letech 1850 až 1858. V rámci této mise se Palladius výrazněji zabýval mongolistikou, v rámci svého diplomatického poslání také komunikoval s tzv. Ministerstvem závislých držav a ruským ministerstvem zahraničí. Pro ministerstvo závislých držav překládal z ruštiny, francouzštiny a angličtiny, později také zprostředkoval jednání mezi ministerstvem a Jevfimijem Puťatinem (který vyjednal Ajgunskou smlouvu).
Po návratu byl roku 1859 oceněn Řádem sv. Vladimíra třetí třídy a poté byl vyslán a působil až do roku 1864 jako duchovní představený kláštera ruské diplomatické misie v Římě. I v Itálii pokračoval v sinologických studiích.
Po skončení poslání v Římě byl opět vybrán pro vedení další, již patnácté misie do Pekingu, která proběhla v letech 1864 až 1878. Při této misii úzce spolupracoval s Imperiální ruskou geografickou společností a podnikl expedici do oblasti nově připojené k impériu na úkor Číny. V roce 1870 odešel z Pekingu po trase Šen-jang – Ťi-lin – Ajgun – Blagověščensk, poté se dostal po řece Ussuri k jezeru Chanka, poté cestoval do Nagasaki a přes Šanghaj a Tchien-ťin se v září 1871 vrátil do Pekingu. V roce 1873 oceněn Řádem sv. Anny první třídy, ocenila ho i imperiální geografická společnost a pařížský geografický kongres. Při návratu z misie přes Evropu zemřel ve francouzské Marseille roku 1878. Pohřben na pravoslavném hřbitově v Nice.